# Kazimierz Przybylski (bokser)
Kazimierz Przybylski (ur. 16 maja 1954) – polski bokser, medalista mistrzostw Europy z 1979.
Zdobył brązowy medal w wadze piórkowej (do 57 kg) na mistrzostwach Europy w 1979 w Kolonii, gdzie po wygraniu dwóch walk przegrał w półfinale z późniejszym mistrzem Wiktorem Rybakowem.
Był mistrzem Polski w wadze piórkowej w 1976 i w 1979, wicemistrzem w tej samej wadze w 1978, a także brązowym medalistą w wadze lekkiej (do 60 kg) w 1981. Był również mistrzem Polski juniorów w 1972 w wadze koguciej (do 54 kg). Dwukrotnie zdobył drużynowe mistrzostwo Polski z Legią Warszawa w 1980 i 1981/1982.
W 1977 wystąpił w reprezentacji Polski w meczu z NRD, ponosząc porażkę. Dwa razy wystąpił w młodzieżowej reprezentacji Polski w 1974, odnosząc 2 zwycięstwa. Raz przegrał walkę w reprezentacji Polski juniorów.
Był zawodnikiem klubów: Zagłębie Konin i Legia Warszawa.